# Tim Don
Timothy „Tim“ Don (* 14. Januar 1978 in Hounslow, London) ist ein ehemaliger britischer Triathlet und Duathlet. Er ist dreifacher Olympiastarter (2000, 2004, 2008), Juniorenweltmeister Triathlon (1998), Duathlon-Weltmeister (2002), Weltmeister auf der Triathlon-Kurzdistanz (2006) und Ironman-Sieger (2014, 2017).

## Werdegang
1994 startete Tim Don bei seinem ersten Triathlon. Im schweizerischen Lausanne wurde er im August 1998 Triathlon-Juniorenweltmeister. Bei den Olympischen Sommerspielen 2000 belegte er in Australien den zehnten Rang.

### Weltmeister Duathlon 2002
2002 wurde er in den Vereinigten Staaten Duathlon-Weltmeister auf der Kurzdistanz. Im August 2004 startete er zum zweiten Mal bei den Olympischen Sommerspielen und er belegte in Athen den 18. Rang.

### Weltmeister Triathlon und Doping-Sperre 2006
2006 wurde er im Triathlon in Lausanne Weltmeister auf der olympischen Distanz (1,5 km Schwimmen, 40 km Radfahren und 10 km Laufen) in der Elite-Klasse (Profi-Athleten).
Nach dem Erreichen des Weltmeistertitels wurde Tim Don Ende 2006, wegen drei verpasster Doping-Kontrollen innerhalb von 18 Monaten, vom Britischen Triathlon-Verband für 3 Monate gesperrt. Tim Don wäre nach den Regeln des Olympischen Verbands Großbritanniens (BOA) damit auch von der Teilnahme an Olympischen Spielen ausgeschlossen gewesen – er wurde nach seiner Berufung aber für das Jahr 2008 nach 2000 (10. Rang) und 2004 (18. Rang) doch noch zum dritten Mal für eine Teilnahme bei den Olympischen Spielen nominiert. Er konnte das Rennen im August in Peking aber nicht beenden. Er wurde trainiert von Brett Sutton.

### Erster Ironman-Start 2014
Im September 2014 wurde er in Kanada Dritter bei der Ironman 70.3 World Championship. Bei seinem ersten Start auf der Ironman-Distanz (3,86 km Schwimmen, 180,2 km Radfahren und 42,195 km Laufen) gewann er Ende September das Rennen auf Mallorca.

Beim Ironman Hawaii (Ironman World Championships) belegte er im Oktober 2015 den 15. Rang. Im Mai 2016 wurde er Zweiter beim Ironman Brasil.

### Weltbestzeit in einem Ironman-Rennen 2017
Seit 2017 startet er im First Endurance Team. Im April 2017 gewann er die Erstaustragung des Ironman 70.3 Liuzhou. Beim Ironman Brasil erstellte Tim Don im Mai mit seiner Siegerzeit von 7:40:23 h eine neue Weltbestzeit bei einem Ironman-Rennen. Er konnte in diesem Rennen den Weltrekord um vier Minuten und seine persönliche Bestzeit sogar um 24 Minuten unterbieten.
Während des Radtrainings in Kona wurde der 39-Jährige im Oktober 2017 nur drei Tage vor dem Ironman Hawaii von einem Auto, andere Quellen sprechen von einem LKW, erfasst und schwer verletzt. In Folge des Unfalls brach Don sich den zweiten Halswirbel und wurde mittels eines Halofixateurs versorgt.
Im Juli 2018 ging der 40-Jährige nach seinem Unfall wieder auf der Langdistanz an den Start und wurde Neunter im Ironman Hamburg. Tim Don wird trainiert von Julie Dibens (Laufen) und Matt Bottrill (Radfahren).
2019 war Tim Don als Triathlon-Guide für den britischen Verband aktiv und er unterstützte den Briten Dave Ellis beim Paratriathlon-Weltcup (750 m Schwimmen, 20 km Radfahren und 5 km Laufen) in Tokio.
Tim Don lebt mit seiner Frau  und zwei Kindern in Boulder.

## Auszeichnungen
- 2016 wurde er von der British Triathlon Federation als „Long-Distance Athlete of the Year“ ausgezeichnet.

## Sportliche Erfolge
| Datum/Jahr    | Rang | Wettbewerb                                     | Austragungsort       | Zeit     | Bemerkung                                                                                       |
| ------------- | ---- | ---------------------------------------------- | -------------------- | -------- | ----------------------------------------------------------------------------------------------- |
| 21. Apr. 2019 | 2    | Cannes International Triathlon                 | Cannes               |          | Mitteldistanz                                                                                   |
| 2. Juli 2017  | 1    | Challenge San Gil                              | San Juan del Río     | 03:54:10 |                                                                                                 |
| 6. Mai 2017   | 4    | Ironman 70.3 St. George                        | St. George           | 03:48:26 | US-Championships                                                                                |
| 1. Apr. 2017  | 1    | Ironman 70.3 Liuzhou                           | Liuzhou              | 03:37:44 |                                                                                                 |
| 19. März 2017 | 1    | Ironman 70.3 Campeche                          | Campeche             | 03:52:27 | Sieger bei der Erstaustragung                                                                   |
| 13. Nov. 2016 | 2    | Ironman 70.3 Xiamen                            | Xiamen               | 03:58:21 |                                                                                                 |
| 5. Apr. 2016  | 1    | Ironman 70.3 Palmas                            | Palmas               | 03:53:10 |                                                                                                 |
| 20. März 2016 | 1    | Ironman 70.3 Monterrey                         | Monterrey            | 03:42:53 |                                                                                                 |
| 30. Aug. 2015 | DNF  | Ironman 70.3 World Championship                | Zell am See          | –        |                                                                                                 |
| 2. Mai 2015   | 1    | Ironman 70.3 St. George                        | St. George           | 03:51:56 |                                                                                                 |
| 5. Apr. 2015  | 1    | Ironman 70.3 Brasil                            | Brasilia             | 03:41:47 |                                                                                                 |
| 15. März 2015 | 1    | Ironman 70.3 Monterrey                         | Monterrey            | 03:42:49 |                                                                                                 |
| 6. Dez. 2014  | 4    | Challenge Bahrain                              | Bahrain              | 03:41:06 | bei der Erstaustragung                                                                          |
| 7. Sep. 2014  | 3    | Ironman 70.3 World Championships               | Mont-Tremblant       | 03:44:38 |                                                                                                 |
| 13. Juli 2014 | 2    | Vineman Ironman 70.3                           | Sonoma County        | 03:50:55 |                                                                                                 |
| 15. Juni 2014 | 2    | Ironman 70.3 Boulder                           | Boulder              | 03:44:05 |                                                                                                 |
| 3. Mai 2014   | 3    | Ironman 70.3 St. George                        | St. George           | 03:45:50 | US-Championships                                                                                |
| 6. Apr. 2014  | 1    | Ironman 70.3 Brasil                            | Brasilia             |          |                                                                                                 |
| 16. März 2014 | 1    | Ironman 70.3 Monterrey                         | Monterrey            | 03:46:59 |                                                                                                 |
| 29. Sep. 2013 | 1    | Ironman 70.3 Augusta                           | Augusta              | 03:44:50 |                                                                                                 |
| 22. Sep. 2013 | 6    | Ironman 70.3 Cozumel                           | Cozumel              | 03:54:01 |                                                                                                 |
| 28. Juli 2013 | 1    | Ironman 70.3 Calgary                           | Calgary              | 03:42:21 |                                                                                                 |
| 16. Juni 2013 | 2    | Ironman 70.3 UK                                | Somerset             | 04:20:07 |                                                                                                 |
| 9. Juni 2013  | 1    | Eagleman Ironman 70.3                          | Cambridge (Maryland) | 03:47:46 |                                                                                                 |
| 20. Jan. 2013 | 3    | Ironman 70.3 South Africa                      | Buffalo City         | 04:10:40 |                                                                                                 |
| 19. Sep. 2011 | 8    | ITU World Championship Series 2011             | Yokohama             | 01:50:25 | Das Ergebnis des Rennens soll schon für die Wertung der Saison 2012 berücksichtigt werden.      |
| 28. Juli 2011 | 1    | Triathlon EDF Alpe d’Huez                      | Alpe d’Huez          | 01:49:41 | Sieg vor dem Franzosen Julien Loy                                                               |
| 16. Juli 2011 | 7    | ITU World Championship Series 2011             | Hamburg              | 01:44:33 |                                                                                                 |
| 9. Apr. 2011  | 6    | ITU World Championship Series 2011             | Sydney               | 01:50:58 | Auftaktveranstaltung der neuen Saison                                                           |
| 20. März 2011 | 1    | ITU Triathlon African Cup                      | Port Elizabeth       | 01:54:51 |                                                                                                 |
| 21. Aug. 2010 | 2    | ITU Sprint Triathlon World Championships       | Lausanne             | 01:51:32 | Vizeweltmeister hinter Jonathan Brownlee (750 m Schwimmen, 20 km Radfahren und 5 km Laufen)     |
| 8. Aug. 2010  | 2    | London Triathlon                               | London               | 01:49:08 |                                                                                                 |
| 17. Juli 2010 | 3    | ITU World Championship Series 2010             | Hamburg              | 01:43:57 | 4. Rennen der Serie                                                                             |
| 13. Juni 2010 | 1    | Hy-Vee ITU Triathlon Elite Cup                 | Des Moines           | 01:50:20 | 1,5 km Schwimmen, 40 km Radfahren und 10 km Laufen                                              |
| 18. Jan. 2009 | 4    | Ironman 70.3 South Africa                      | East London          | 04:12:50 | vierter Rang mit der schnellsten Laufzeit von 1:14:48 Stunden hinter dem Sieger Raynard Tissink |
| 18. Aug. 2008 | DNF  | Olympische Sommerspiele 2008                   | Peking               | –        |                                                                                                 |
| 2007          | 1    | London Triathlon                               | London               | 01:42:01 |                                                                                                 |
| 3. Sep. 2006  | 1    | ITU Triathlon World Championships              | Lausanne             | 01:51:32 |                                                                                                 |
| 2006          | 2    | London Triathlon                               | London               |          |                                                                                                 |
| 2005          | 3    | London Triathlon                               | London               | 01:45:55 | [ 15 ]                                                                                          |
| 3. Apr. 2005  | 1    | ATU Triathlon African Championships            | KwaZulu-Natal        | 01:51:40 |                                                                                                 |
| 25. Aug. 2004 | 18   | Olympische Sommerspiele 2004                   | Athen                | 01:54:42 |                                                                                                 |
| 23. Juni 2001 | 8    | ETU Triathlon European Championships           | Karlsbad             | 02:05:35 | [ 16 ]                                                                                          |
| 16. Sep. 2000 | 10   | Olympische Sommerspiele 2000                   | Sydney               | 01:49:28 |                                                                                                 |
| 8. Juli 2000  | 6    | ETU Triathlon European Championships           | Stein                | 01:54:55 |                                                                                                 |
| 12. Sep. 1999 | 21   | ITU Triathlon World Championships              | Montreal             | 01:47:00 |                                                                                                 |
| 3. Juli 1999  | 8    | ETU Triathlon European Championship Junior Men | Funchal              | 01:49:40 |                                                                                                 |
| 30. Aug. 1998 | 1    | ITU Triathlon World Championship Junior Men    | Lausanne             | 01:59:09 | Juniorenweltmeister                                                                             |
| 1. Aug. 1998  | 3    | Alpen-Triathlon                                | Schliersee           | 02:04:36 |                                                                                                 |
| 4. Juli 1998  | 2    | ETU Triathlon European Championship Junior Men | Velden               | 01:56:44 | hinter dem Spanier Clemente Alonso                                                              |

| Datum/Jahr    | Rang | Wettbewerb       | Austragungsort | Zeit     | Bemerkung |
| ------------- | ---- | ---------------- | -------------- | -------- | --- |
| 13. Okt. 2018 | 49   | Ironman Hawaii   | Hawaii         | 08:45:17 | Rang 36 bei den Profis |
| 29. Juli 2018 | 9    | Ironman Hamburg  | Hamburg        | 07:40:59 | Austragung ohne die Schwimmdistanz als Duathlon |
| 28. Mai 2017  | 1    | Ironman Brasil   | Florianópolis  | 07:40:23 | Weltbestzeit in einem Ironman-Rennen – und viertschnellste je erzielte Zeit auf der Schwimmdistanz mit 44:16 min, 4:06:56 h auf dem Rad und 2:44:46 h für den Marathon |
| 29. Mai 2016  | 2    | Ironman Brasil   | Florianópolis  | 08:04:15 | 2:50 h für den Marathon |
| 10. Okt. 2015 | 15   | Ironman Hawaii   | Hawaii         | 08:39:05 | Ironman World Championships |
| 27. Sep. 2014 | 1    | Ironman Mallorca | Alcúdia        | 08:34:02 | Sieg beim ersten Start auf der Ironman-Distanz für den 36-Jährigen – bei der Erstaustragung auf Mallorca; 2:52 h für den Marathon                                      |

| Datum/Jahr | Rang | Wettbewerb                       | Austragungsort | Zeit | Bemerkung                                                                                     |
| ---------- | ---- | -------------------------------- | -------------- | ---- | --------------------------------------------------------------------------------------------- |
| 2003       | DNF  | ITU Duathlon World Championships | Affoltern      | –    |                                                                                               |
| 2002       | 1    | ITU Duathlon World Championships | Alpharetta     |      | Sieger und Duathlon-Weltmeister – mit einer Sekunde Vorsprung auf den Australier Greg Bennett |

| Datum/Jahr    | Rang | Wettbewerb      | Austragungsort | Zeit     | Bemerkung |
| ------------- | ---- | --------------- | -------------- | -------- | --------- |
| 16. Apr. 2018 |      | Boston-Marathon | Boston         | 02:49:42 |           |

(DNF – Did Not Finish)